# Sinningia macrostachya
Sinningia macrostachya là một loài thực vật có hoa trong họ Tai voi. Loài này được (Lindl.) Chautems miêu tả khoa học đầu tiên năm 1990.

## Hình ảnh

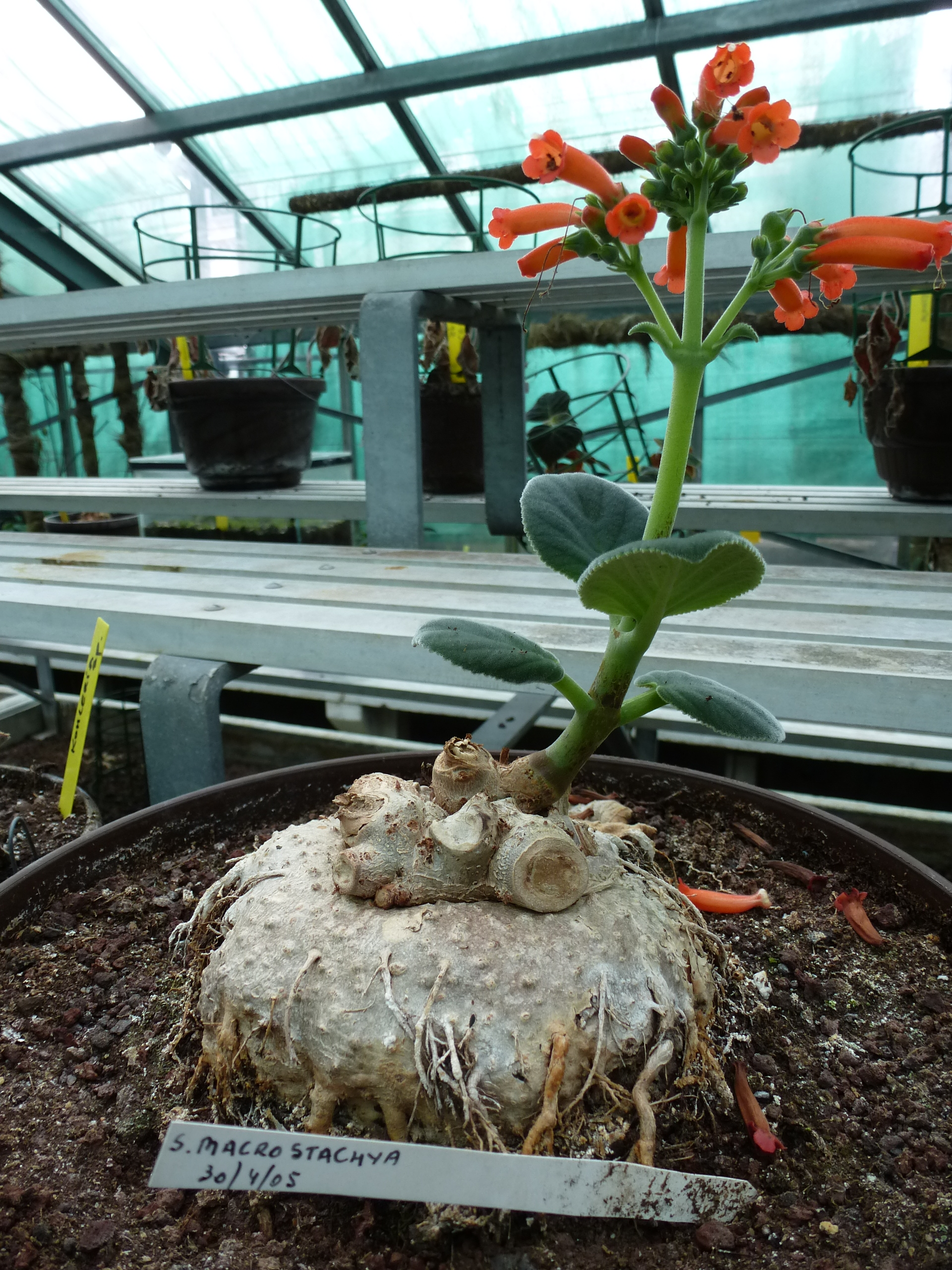
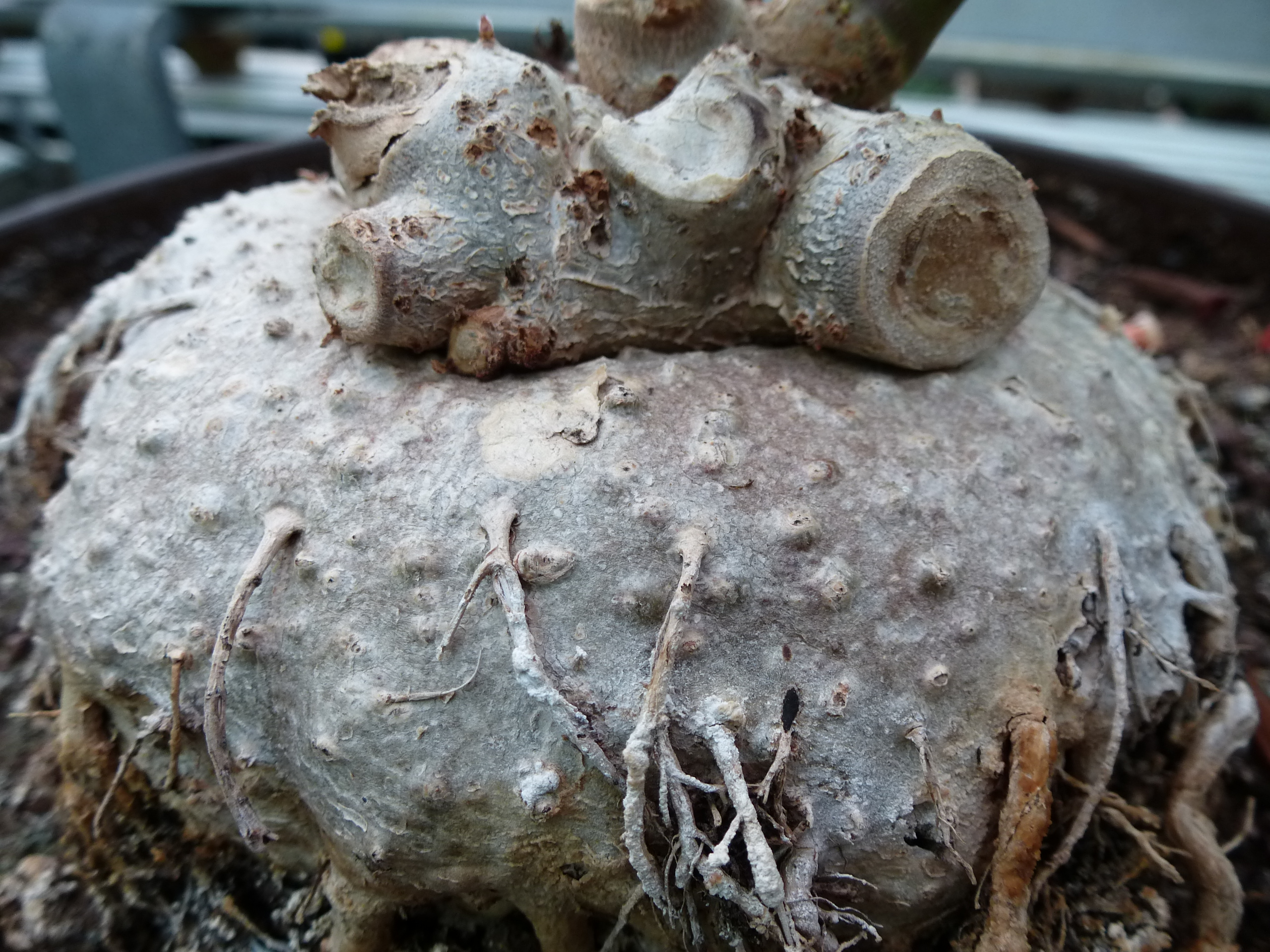